# Rammepodisma
Rammepodisma is een geslacht van rechtvleugeligen uit de familie veldsprinkhanen (Acrididae). De wetenschappelijke naam van dit geslacht is voor het eerst geldig gepubliceerd in 1969 door Weidner.

## Soorten
Het geslacht Rammepodisma  is monotypisch en omvat slechts de volgende soort:
- Rammepodisma natoliae (Ramme, 1939)